# 犬鳴村 (映画)
『犬鳴村』（いぬなきむら、英題: HOWLING VILLAGE）は、2020年2月7日公開の日本のホラー映画。清水崇監督。

## 概要
“日本最凶の心霊スポット”といわれている福岡県の旧犬鳴トンネルと、近年の都市伝説で人気となった「犬鳴村伝説」の二つを織り交ぜたホラー映画。
映画完成前の段階から、世界中の映画会社からオファーが殺到していた。
所説はあるものの一般的な犬鳴村の都市伝説は都会から離れた山奥に狂人たちの集落が存在するというカルトをテーマとしたホラーだが、
本作は幽霊、悪霊の物語へと改編されている。
また、作中唄われるわらべうたの「ふたしちゃろ」は都市伝説とは異なる、清水崇の創作である。

## あらすじ
子供の頃からこの世ならざるものが"見える"臨床心理士・森田奏。彼女の周囲で突如、奇妙な出来事が起こり始める。
「わんこが ねえやに ふたしちゃろ」奇妙なわらべ歌を口ずさみ、不可解な死を遂げた女性。行方不明になった兄弟、次々と起こる変死…
それらの共通点となるのは心霊スポットの【犬鳴トンネル】だった。
「私、村でみたんだよね いぬ」「いぬが にしむけば お は ひがしだけど いぬが しろければ そりゃおもしろい」
突然死した女性が直前に残した言葉にはどんな意味なのか？
すべての真相を突き止めるべく奏は犬鳴トンネルに向かうが、その先には決して踏み込んではならない、身の毛もよだつ驚きの真相が待ち受けていた。

## キャスト
- 森田奏：三吉彩花（子役：西田萌音）[3][9]
- 森田悠真：坂東龍汰（子役：内藤心希）[10]
- 成宮健司：古川毅[10]
- 籠井摩耶：宮野陽名[10]
- 西田明菜：大谷凜香[10]
- 優子：奥菜恵[10]
- 圭祐：須賀貴匡[10]
- 西田明菜の祖父：田中健[10]
- 遼太郎：笹本旭
- 森田康太：海津陽
- 山野辺：寺田農[10]
- 中村隼人：石橋蓮司[10]
- 森田晃：高嶋政伸[10]
- 森田綾乃：高島礼子[10]
- 西田明菜の父：日向丈
- 犬鳴村の村民：ジジ・ぶぅ
- 森田家の先祖：西村喜廣
- 水木薫、戸田昌宏、きづき、松林慎司、室井響、増本庄一郎、　ほか

## スタッフ
- 監督：清水崇
- 原案：清水崇、保坂大輔、紀伊宗之
- 脚本：保坂大輔、清水崇
- 音楽：海田庄吾、滝澤俊輔
- 主題歌：Ms.OOJA『HIKARI』（UNIVERSAL SIGMA）[1]
- 企画プロデュース：紀伊宗之
- プロデューサー：中林千賀子
- 撮影：福本淳
- 照明：松本憲人
- 録音：西山徹
- 美術デザイナー：松永桂子
- 編集：鈴木理
- 監督補：毛利安孝
- 特殊スタイリスト：百武朋
- VFXスーパーバイザー：石井教雄
- 特殊メイク：並河学
- スタントコーディネーター：富田稔（補佐：谷山尚未）
- ワイヤーリガー：宮木モリオ、和田三四郎
- マリンコーディネーター：中村勝
- 特別協力：宮若市
- 製作者：村松秀信、與田尚志 、佐野真之、藤田浩幸、宮崎伸夫、丸橋哲彦、森田圭、吉村和文、福田剛紀、後藤明信、荒井ジョースケ、宮﨑正
- 配給：東映[2]
- 制作プロダクション：ブースタープロジェクト
- 製作：「犬鳴村」製作委員会（東映、東映ビデオ、アスミック・エース、電通、朝日新聞社、ブースタープロジェクト、山陽鋼業、KDDI、ダイバーシティメディア、全日本プロレス、竹書房、闇、ディー・エル・イー）

## 地元の反応
2020年1月22日、福岡県宮若市の旧宮若市立吉川小学校で試写会が行われた。宮若市の幹部は「心霊スポットとして知られるようになることに不安もあるが、話題性は最高かな」とコメントした。
2020年2月7日に東京・有楽町の丸の内TOEIで行われた初日舞台挨拶に出席した宮若市の有吉哲信市長（当時）は「心霊スポットが注目され、ちょっと複雑な気持ち」と前置きしながらも、「宮若市には山紫水明、癒されるスポットもたくさんあるので、ぜひお越しください」と、ふるさと納税の特典についてもアピールした。

## 批評
映画ライターの高橋ヨシキは「本作はむしろダークファンタジー」と書き、「ちょっと詰め込みすぎ」だが「価値の反転がもたらすカタルシス」をもたらす映画と批評している。

## 恐怖回避バージョン
本編の冒頭8分間に可愛いらしい犬のアニメーションやコミカルな効果音を付加するなどの加工を施した映像を2020年1月31日から2月6日の1週間限定でSNSで公開したところ、大きな話題となった。これを受け、ホラーが苦手な客層向けに、全編中の恐怖シーンに同様の処理を加えてホラー色を緩和させた『犬鳴村』恐怖回避ばーじょん 劇場版(上映時間 111分)が2020年5月22日から公開された。

## ゲームソフト
映画の公式ゲームソフトとして、iOS/Android用ソフト『犬鳴村〜残響〜』が2020年8月26日に配信開始された。また、2021年10月21日にはNintendo Switch版が発売された。
舞台は映画版と同じだが物語と登場人物はオリジナルで、それぞれ異なる目的で犬鳴村を訪れる6人の主人公によるオムニバスの物語が展開される。ゲームシステムは脱出ゲームに似た形式で、画面をタップして手がかりやアイテムを手に入れ、時折挿入される選択肢を選びながら進めていく。
エンディング曲は、ホラーゲーム『サイレントヒル』シリーズの楽曲で知られる山岡晃が書き下ろしている。

### 登場人物
松尾 楓（まつお かえで）
精神科医。行方不明となっている弟がかつて犬鳴村について調べていたことを思い出し村へ向かう。
神保 沙希（じんぼ さき）
生物学者。婚約者である大学教授が犬鳴村へ向かったきり行方不明となったため後を追う。
乙羽（おとは）
オカルト系動画投稿アイドルとして活動する大学生。動画の撮影のため犬鳴村を訪れる。
公式サイトでは、名字にあたる部分が線で消されている。
皆川 真司（みながわ しんじ）
彼女に振られたばかりのヤンキー。友人から絶世の美女がいるらしいとの噂話を聞き犬鳴村を訪れる。
加藤 茂（かとう しげる）
北九州新聞社に所属する記者。取材のため犬鳴村を訪れる。
夢幻（むげん）
霊媒師。犬鳴村で発生している失踪事件の真相を探るべく、師匠の反対を押し切り犬鳴村を訪れる。